# Heinrich Asperlin
Heinrich Asperlin (auch Henri de Asperling de Raron; * um 1410; † 15. Dezember 1457 in Sitten) war ein Schweizer römisch-katholischer Geistlicher und Bischof von Sitten.

## Leben
Er war ein Sohn des Rudolf Asperlin und der Agnes von Raron. Sein Bruder Rudolf war einer der mächtigsten und reichsten Walliser seiner Zeit. Heinrich Asperlin wurde 1434 Rektor des Silvester-Altars in der Kathedrale von Sitten, ab 1435 war er Domherr, von 1437 bis 1453 Dekan des Sittener Domkapitels, daneben 1443 bis 1453 Pfarrer von Leuk. Er nahm 1439 am Konzil von Basel teil. Seine Wahl zum Bischof von Sitten erfolgte 1451, allerdings wurde sie erst am 26. August 1454 von Papst Nikolaus V. bestätigt, nachdem der päpstliche Gegenkandidat Kardinal Guillaume-Hugues d’Estaing auf das Bistum verzichtet hatte.

## Wirken
Anlässlich seiner Wahl erlangte Heinrich Asperlin vom Walliser Volk den Widerruf der Artikel von Naters von 1446. Er schloss sich 1454–1455 einer Allianz mit Mailand und Venedig an, die dem Wallis wirtschaftliche Vorteile und Frieden brachte. Ferner liess er in der Valeria-Kirche in Sitten zahlreiche Fresken anbringen.